# دای بوچر
دای بوچر (انگلیسی: Di Botcher) یک هنرپیشه اهل بریتانیا است.
از فیلم‌ها یا مجموعه‌های تلویزیونی که وی در آن‌ها نقش داشته است می‌توان به همه یا هیچ (۲۰۰۲) و دانتون ابی (۲۰۱۳) اشاره نمود.